# Orlogsværftet
Orlogsværftet var et tidligere dansk skibsværft, der stod for nybygninger og vedligeholdelse af skibe til Søværnet, som formelt var dets ejer. Værftet lå på Flådestation Holmen og navnet Orlogsværftet er siden 1866 også anvendt om området omkring Holmen.
Værftet blev grundlagt af Kong Hans i 1500-tallet og lå  først på Slotsholmen. Det blev flyttet til Bremerholm, før det i 1690 blev flyttet til Nyholm. Det var til 1800-tallet landets førende skibsværft og producerede bl.a. torpedobåde, panserskibe og undervandsbåde. Værftsdriften blev i 1924 udskilt og samlet på Frederiksholm og Dokøen som en civil virksomhed under Marineministeriet. I 1970 leverede Orlogsværftet sin sidste nybygning, undervandsbåden Nordkaperen, og fungerede til nedlæggelsen i 1992 som reparationsværft. Søværnet får i dag sine nye skibe bygget på civile værfter.
Området omkring det tidligere værft er af Kulturarvsstyrelsen udpeget som nationalt industriminde. En række af bygningerne på Holmen er fredede.

## Orlogsværftets fabrikmestre og direktører
- 10. december 1692 – 4. november 1727 Fabrikmester Olaus Judichær
- 24. januar 1729 – 1739 Fabrikmester Knud Nielsen Benstrup
- 1739 – 7. september 1758 Fabrikmester Diderich de Thurah
- 7. september 1758 – 6. juli 1772 Fabrikmester Friderich Michael Krabbe
- 8. juli 1772 – 27. december 1787 Fabrikmester Henrik Gerner
- 31. juli 1790 – 12. februar 1796 Fabrikmester Ernst Wilhelm Stibolt
- 12. februar 1796 – 24. marts 1797 Kaptajnløjtnant Frantz Hohlenberg (fg.)
- 24. marts 1797 – 26. august 1803 Fabrikmester Frantz Hohlenberg
- 26. august 1803 – 7. august 1814 Kollektiv ledelse
- 7. august 1814 – 29. marts 1846 Fabrikmester Andreas Schifter
- 1. april 1848 – 18. marts 1864 Fabrikmester Otto Frederik Suenson (fra 1855 med titel af direktør)
- 19. marts 1864 – 27. marts 1883 Direktør Nicolai Elias Tuxen
- 27. marts 1883 – 18. januar 1895 Direktør Knud Christian Julius Nielsen
- 18. januar 1895 – 31. januar 1920 Direktør Jean Charles Tuxen
- 1. februar 1920 – 1. april 1925 Direktør Einar Adolph
- 1926-1959 Direktør Niels Knud Nielsen
- 1959-1969 Direktør Hans Henrik Schou-Pedersen
- 1969-1981 Direktør Kaj Stundsig-Larsen
- 1981-1989 Direktør Hans Peter Jacobsen
- 1989-1995 Direktør P.H. Bøwing Nielsen (fg.)

(fg.) = fungerende